# Spitzkirche St. Magdalena (Rheinau ZH)

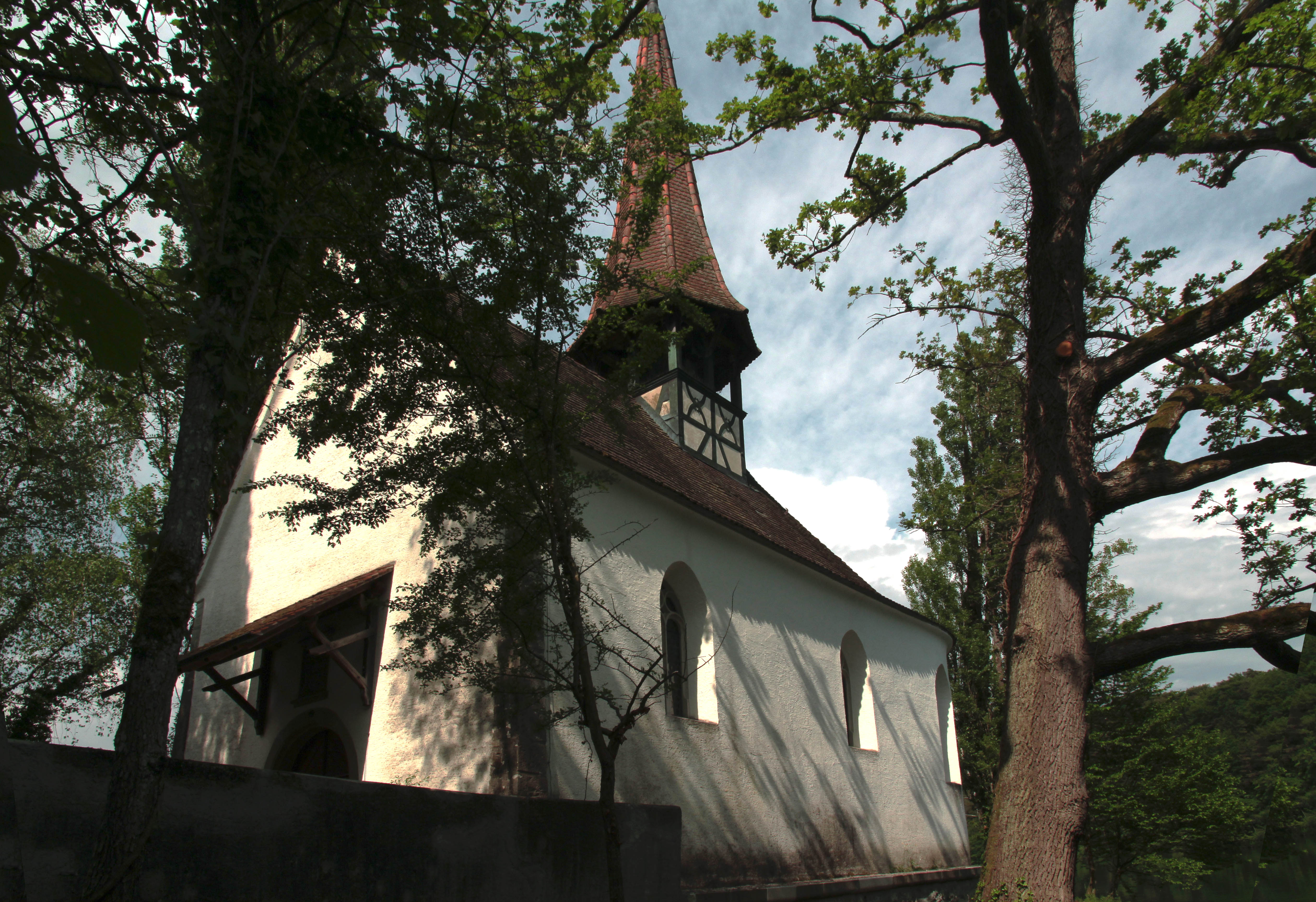
Spitzkirche St. Magdalena Rheinau

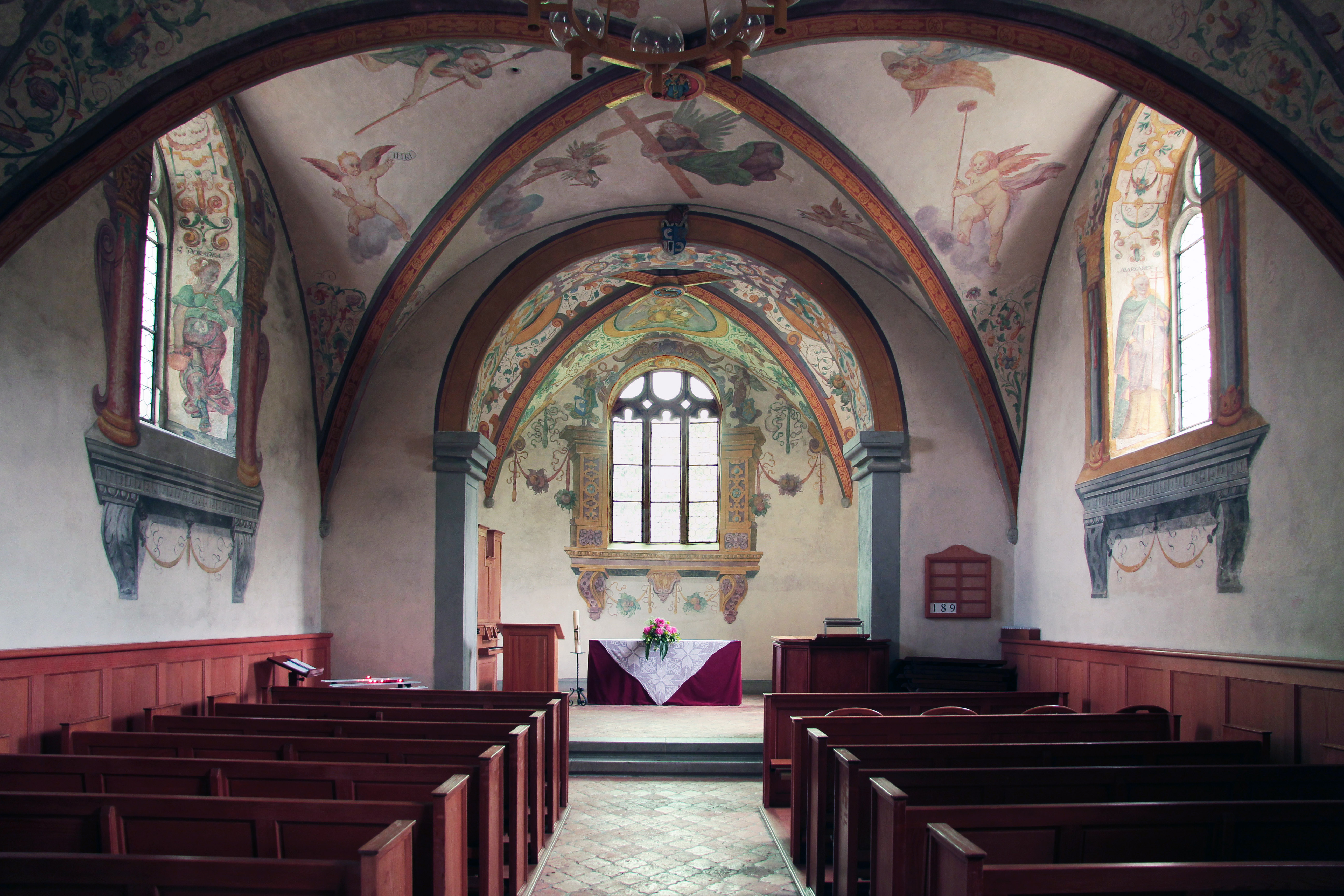
Innenansicht

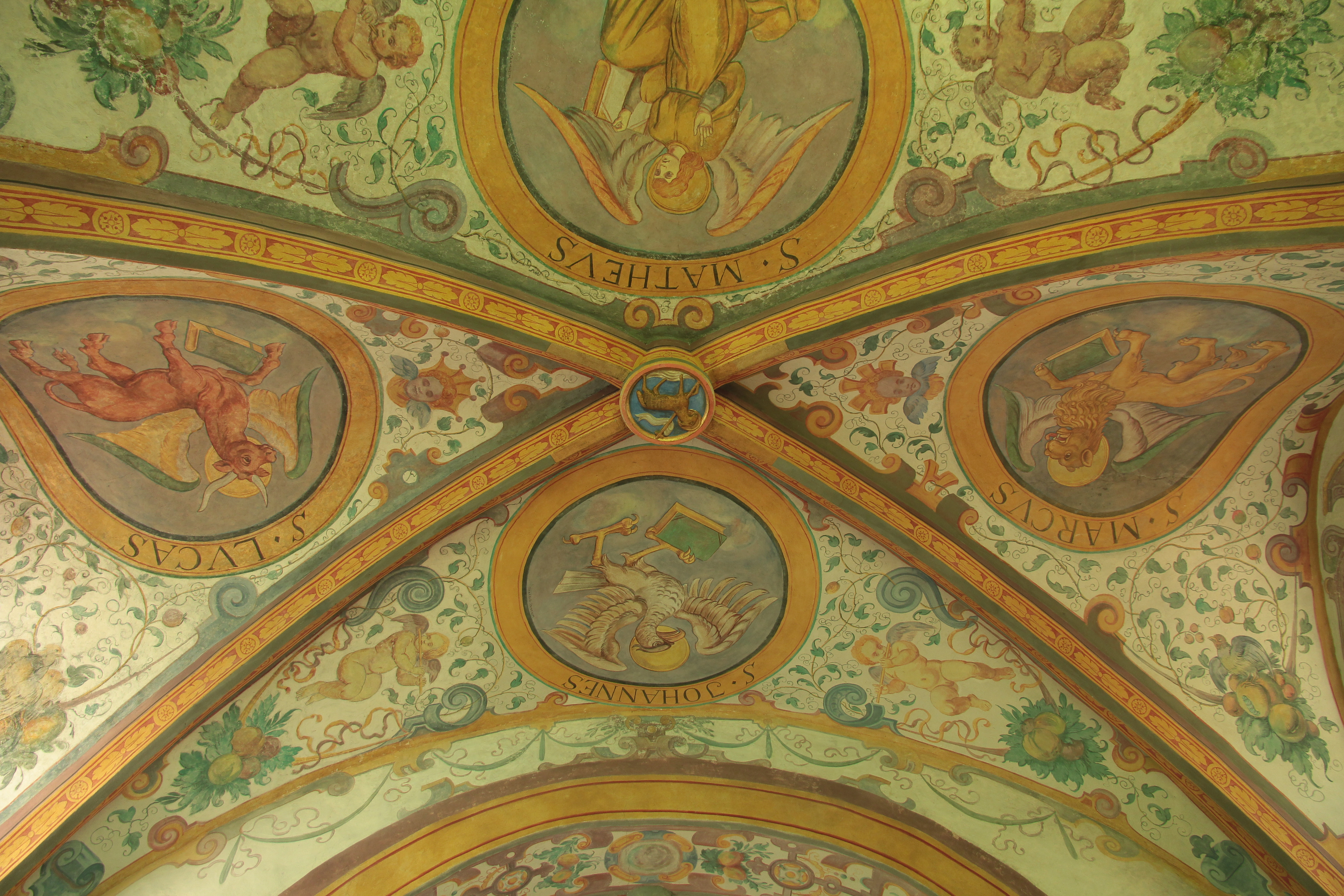
Evangelisten-Symbole

Die Kirche St. Magdalena ist die historisch jüngste der drei Kirchen in Rheinau ZH. Weil sie in der Spitze der Flussinsel hinter dem Kloster Rheinau steht, wird sie auch Spitzkirche genannt. Zusammen mit der Bergkirche St. Nikolaus Rheinau ist sie eine der wenigen Simultankirchen im Kanton Zürich.

## Entstehungs- und Baugeschichte
Die Spitzkirche wurde 1587–1588 unter Abt Theobald Werlin von Greiffenberg erbaut. 1761 wurde im Chor der Kirche ein spätbarockes Grottenwerk eingebaut. Es war nach dem Vorbild des Klosters Zwiefalten mit verschiedenen Materialien aus der Schweiz und aus Deutschland gestaltet worden. Das Grottenwerk  wurde bei der Renovation von 1931 entfernt. Ab der Aufhebung des Klosters 1862 und der Eröffnung der kantonalen Heil- und Pflegeanstalt in den Klostergebäuden im Jahr 1867 diente die Spitzkirche den reformierten Patienten und wurde wie die Bergkirche von Marthalen aus versehen. In den Jahren 1991–1992 wurde sie renoviert und dient seitdem als Hochzeits- und Konzertkirche. Im Jahr 2016 erfolgte eine Innensanierung, bei der die Malereien an den Wänden und am Gewölbe renoviert und konserviert wurden.

## Baubeschreibung

### Äusseres und Dachreiter
Die Kirche St. Magdalena befindet sich auf der Klosterinsel an der östlichen Ecke. Der einschiffige Bau wird durch einen runden Chor abgeschlossen und besitzt spätgotische Fenster mit Masswerk. Auf dem First des Kirchenschiffs befindet sich ein Dachreiter, der seit der Renovation von 1903 mit Fachwerkkörper und offenem Glockenhaus ausgestattet ist. Die Wetterfahne über dem Turmkreuz trägt die Wappenbilder von Abt und Kloster Rheinau: Greif und Salm.

### Innenraum und künstlerische Ausstattung
Das niedrig gehaltene Kirchenschiff wird mit einem Kreuzgurtgewölbe abgeschlossen. Im Jahr 1612 wurde die Kirche mit frühbarocken Malereien ausgeschmückt. Diese Ausstattung wurde 1930 im Rahmen der Renovation der Kirche wiederentdeckt und hervorgeholt. In den Fensternischen sind die Vierzehn Nothelfer dargestellt. Die Kirche bietet rund 65 Personen Platz.